# Habronattus ensenadae
Habronattus ensenadae là một loài nhện trong họ Salticidae.
Loài này thuộc chi Habronattus. Habronattus ensenadae được Alexander Petrunkevitch miêu tả năm 1930.